# Wayne Cochran
Talvin Wayne Cochran (Thomaston, 10 maggio 1939 – Miramar, 21 novembre 2017) è stato un cantante statunitense soprannominato The White Knight of Soul (Il guerriero bianco del Soul), fu autore di canzoni di successo come Last Kiss e Goin' Back to Miami ed ebbe tra i suoi fans Jackie Gleason.

## Biografia
Figlio di un operaio e di una casalinga, si trasferì, nel 1955, a Macon (Georgia), dove formò la sua prima band chiamata Nite Flyers.
Nello stesso periodo strinse amicizia con un giovane afroamericano che muoveva i primi passi in ambito musicale di nome Otis Redding, con la futura stella del soul, Cochran suonò il basso (1961-1962 circa) nei primi singoli di Redding, Fat Gal e Shout Bamalama.
Lo stesso Cochran incise, dal 1959, alcuni singoli pubblicati da varie etichette (come la King Records, la stessa casa discografica di un altro georgiano famoso, James Brown, anch'egli amico di Cochran), che però non ebbero successo, ma una sua canzone, Last Kiss, scritta dallo stesso Cochran, basata (ma mai confermata) su una tragica vicenda accaduta a una ragazza, conosciuta dal cantante e morta assieme al suo ragazzo in un incidente stradale, fu rimaneggiata da un cantante texano di nome J. Frank Wilson e divenne un clamoroso hit a livello nazionale, sfortunatamente per Cochran in quel periodo non vennero riconosciute le royalties del brano.
Intorno al 1963-1964, decise un cambiamento di look totale dopo aver assistito a uno show di James Brown, l'elemento che colpiva di più era senza dubbio la sua capigliatura, di colore biondo platino in un esasperato Pompadour Hairstyle, che divenne la sua principale caratteristica, mentre le movenze sul palco erano una palese imitazione dei passi di James Brown, anche se Cochran riuscì a imprimere un proprio stile musicale (fu uno dei pochi bianchi, se non l'unico, ad affermarsi nella musica soul statunitense, nel periodo d'oro di questo stile musicale), la band di supporto ai suoi infuocati e coinvolgenti show, sia live sia televisivi, chiamata C.C. Riders con cui incise alcuni album, dalla seconda metà degli anni sessanta, il periodo di maggiore importanza nella carriera musicale del cantante, ebbe anche per un breve periodo (inizio anni settanta) tra le sue file il giovane bassista Jaco Pastorius, i C.C. Riders si sciolsero verso la fine degli anni settanta.
Nel 1981 a seguito di una vita disordinata e piena di eccessi, ebbe una crisi mistica e divenne un pastore evangelico e direttore della Voice for Jesus Family Center di Hialeah (Florida), il nome di Wayne Cochran ritornò all'attenzione della scena musicale quando nel 1998 i Pearl Jam colsero un inaspettato Hit con Last Kiss (questa volta ricevette le sue royalties).
Wayne Cochran morì il 21 Novembre 2017, dopo una lunga battaglia contro il cancro.

## Discografia

### Album
- 1968 - Wayne Cochran! (Chess Records, LPS 1519)
- 1970 - High and Ridin' (Bethlehem Records, 10002) a nome Wayne Cochran and His C.C. Riders
- 1970 - Alive & Well and Living in a Bitch of a World (King Records, KS-1116) a nome Wayne Cochran and His C.C. Riders
- 1972 - Cochran (Epic Records, E 30989) a nome Wayne Cochran & The C. C. Riders
- 2005 - Get Down with It! (Raven Records, RVCD-183) Raccolta
- 2014 - Goin' Back to Miami: The Soul Sides 1965-1970 Raccolta, 2 CD

### Singoli
- 1959 - My Little Girl/The Coo (Scottie Records, 1303)
- 1961 - Funny Feeling/Last Kiss (Gala Records, 117)
- 1962 - Liza Jane/No Return (Gala Records, 120)
- 1962 - Linda Lu/Dreams (Confederate Records, 155)
- 1962 - Cindy Marie/Edge of the Sea (Aire Records, 1230)
- 1962 - Last Kiss/Edge of the Sea (Aire Records, 150)
- 1963 - Little Orphan Annie/Monkey, Monkey (You Do It Like This) (Deck Records, 151)
- 1963 - Little Orphan Annie/Monkey, Monkey (You Do It Like This) (King Records, 5832)
- 1964 - Last Kiss/Dreamed, I Gambled, I Lost (King Records, 5856)
- 1964 - Cindy Marie/The Coo (King Records, 5874)
- 1964 - Mr. Lonely/Wrong Number, Wrong Gal (King Records, 5950)
- 1965 - You Left the Water Running/Think (King Records, 5994)
- 1965 - Harlem Shuffle/Somebody Please (Mercury Records, 72507)
- 1966 - Got Down with It/No Rest for the Wicked (Mercury Records, 72552)
- 1966 - Goin' Back to Miami/I'm in Trouble (Mercury Records, 72623)
- 1967 - When My Baby Cries/Some-a Your Sweet Lovin' (Chess Records, 2020)
- 1967 - Get Ready/Hootchie Cootchie Man (Chess Records, 2029)
- 1968 - You Can't Judge a Book by Its Cover/Up in My Mind (Chess Records, 2054)
- 1969 - Life's Little Ups and Downs (Part One)/Life's Little Ups and Downs (Part Two) (King Records, 6253)
- 1970 - Hey Jude/Eleanor Rigby (Bethlehem Records, 3097)
- 1970 - Harlem Shuffle/Chopper 70 (King Records, 6326)
- 1971 - Let Me Come with You (Part 1)/Let Me Come with You (Part 2) (King Records, 6358)
- 1972 - Do You Like the Sound of Music/Everybody's Been Cuttin' in on My Groove (Epic Records, 10859)
- 1972 - Long, Long Day/Sleepless Nights (Epic Records, 10893)